# استان لوپبوری
استان لوپبوری  یا لوپ بوری (به انگلیسی Lopburi ) یکی از استانهای کشور تایلند است.

## جغرافیا
مساحت آن ۶٬۱۹۹ کیلومترمربع می‌باشد.
جمعیت این استان در سال ۲۰۰۸ بالغ بر ۷۴۵۰۰۰ نفر برآورد شده است .
استان لپ بوری فت از نظر تقسیمات کشوری بخشی از ناحیه مرکزی تایلند به حساب می آید.
مرکز این استان شهر لوپبوری است.

## نواحی

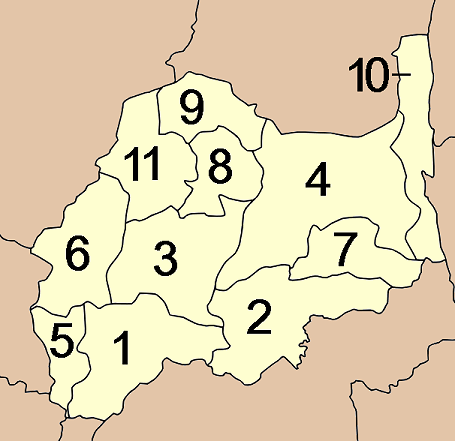

1. Mueang Lop Buri
2. Phatthana Nikhom
3. Khok Samrong
4. Chai Badan
5. Tha Wung
6. Ban Mi
7. Tha Luang
8. Sa Bot
9. Khok Charoen
10. Lam Sonthi
11. Nong Muang